# Cristià August d'Anhalt-Zerbst, príncep d'Anhalt-Zerbst
Cristià August d'Anhalt-Zerbst (en alemany Christian August von Anhalt-Zerbst) va néixer a Dornburg (Alemanya) el 29 de novembre de 1690 i va morir a Zerbst el 16 de març de 1747. Era el tercer fill del príncep Joan Lluís I d'Anhalt-Zerbst (1656-1704) i de Cristina Elionor de Zeutsch (1666-1699).
Després de la mort del seu pare, el 1704, Cristià August va heretar Anhalt-Dornburg conjuntament amb els seus germans Joan Lluís II, Joan August, Cristià Lluís i Joan Frederic.
Va iniciar la seva carrera militar com a capità d'un regiment de guàrdia el 1708, el 1709 es va unir al Regiment d'Anhalt-Zerbst, que més tard adoptaria el nom de Regiment de Granaders del Rei Frederic Guillem IV de Prússia. El 1711 va ser condecorat amb l'Ordre De la Générosité, i dos anys després era ascendit al rang de tinent coronel. Va participar en diverses campanyes militars durant la Guerra de Successió espanyola i als Països Baixos. El 1714 va ser nomenat Cap del Regiment, dos anys després coronel i el 14 d'agost de 1721 es va convertir en el General Major.
Continuà la seva carrera convertint-se en comandant de Stettin, distingit com a cavaller de l'Orde de l'Àguila Negra, ascendit el 1732 a tinent general i finalment general d'Infanteria el 1741. Va ser designat com a Governador de Stettin i el 16 de maig de 1742 el rei Frederic II de Prússia li va atorgar la més alta distinció militar, el rang de Generalfeldmarschall.

## Matrimoni i fills
El 8 de novembre de 1727 es va casar amb Joana Elisabet de Holstein-Gottorp (1712-1760), filla del príncep Cristià August de Holstein-Gottorp (1673-1726) i d'Albertina Frederica de Baden-Durlach (1683-1755). El matrimoni va tenir cinc fills:
- Sofia Augusta (1729−1796), que adoptà el nom de Caterina en casar-se amb Pere III de Rússia (1728−1762), convertint-se així en tsarina de Rússia.
- Guillem Cristià (1730-1742)
- Frederic August (1734−1793), casat primer amb la princesa Carolina de Hessen-Kassel (1732-1759) i després amb Frederica Augusta d'Anhalt-Zerbst (1744-1827).
- Augusta Cristina, nascuda i morta el 1736.
- Elisabet Ulrica (1742-1745)